# Porcellio rodiensis
Porcellio rodiensis is een pissebed uit de familie Porcellionidae. De wetenschappelijke naam van de soort is voor het eerst geldig gepubliceerd in 1972 door Schmalfuss.